# Thespoides bolivari
Thespoides bolivari – gatunek modliszek z rodziny modliszkowatych i podrodziny Angelinae. Jedyny gatunek monotypowego rodzaju Thespoides.
Gatunek i rodzaj opisane zostały w 1919 roku przez Luciena Choparda. Chopard zaliczył je do podrodziny Miopteryginae, a nim trafiły do Angelinae klasyfikowane były także w Schizocephalinae.
W podrodzinie Angelinae gatunek ten wyróżnia się drugim kolcu dyskowatym ud odnóży przednich krótszym niż pierwszy. Przysadki odwłokowe są u niego zaokrąglone i nierozszerzone.
Gatunek znany z Kolumbii.